# De Doorns
De Doorns is een stadje met 11.000 inwoners, in de Zuid-Afrikaanse provincie West-Kaap. De Doorns behoort tot de gemeente Breedevallei dat onderdeel van het district Kaapse Wynland is.

## Subplaatsen
Het nationaal instituut voor de statistiek, Stats SA, deelt sinds de census 2011 deze hoofdplaats in in 3 zogenaamde subplaatsen (sub place):
De Doorns East • De Doorns SP • Mountain View.

## Zie ook

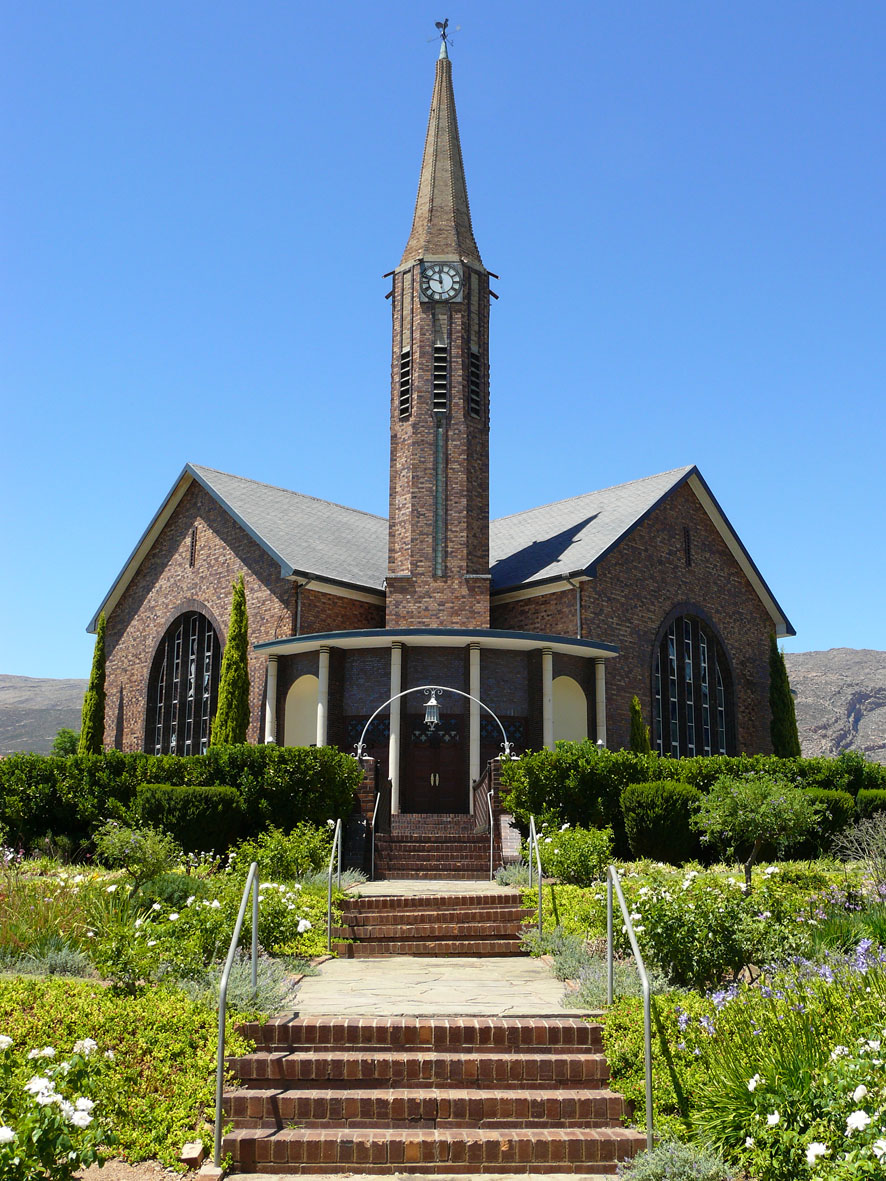
Nederlands Gereformeerde kerk in De Doorns